# Ouzouer-sur-Loire
Ouzouer-sur-Loire è un comune francese di 2 816 abitanti situato nel dipartimento del Loiret nella regione del Centro-Valle della Loira.

## Società

### Evoluzione demografica
Abitanti censiti